# جشنواره فیلم‌های نخست اروپا در آنژه
جشنواره فیلم‌های نخست اروپا در آنژه (انگلیسی: The Angers European First Film Festival) که نام اصلی آن جشنوارهٔ طرح‌های برتر آنژه (فرانسوی: The Angers European First Film Festival‎) است، جشنواره‌ای است که در ژانویهٔ هر سال در شهر آنژه فرانسه برگزار می‌شود و تنها به فیلم‌های ساخته شده در اروپا اختصاص دارد.
این جشنواره به همت مدیر فعلی آن کلود-اریک پوآرو و جمعی از علاقمندان به سینما از سال ۱۹۸۹ برپا شد و از سال ۲۰۱۱ با «جشنواره فیلم‌های نخست پکن» همکاری می‌کند. این جشنواره در سال ۲۰۱۳ در حدود ۷۰٬۰۰۰ شرکت‌کننده داشت. تا سال ۲۰۱۴، سالانه بیش از ۲۲۰۰ فیلم به دفتر این جشنواره ارسال می‌شد که بیش از ۳۰۰ فیلم برای بخش‌های مختلف انتخاب می‌شدند. در سال ۲۰۱۶، تعداد پذیرش‌ها بیش از ۷۶٬۰۰۰ و میزان جوایز نقدی بیش از ۱۵۰٬۰۰۰ یورو برای فیلم‌های منتخب هیئت داوران یا تماشاگران تخمین زده شد.

## روسای هیئت داوران
طی ادوار گوناگون، هنرمندان و چهره‌های برجسته‌ای ریاست هیئت داوران را به عهده داشته‌اند.
- ۱۹۸۹: تئو آنجلوپولوس
- ۱۹۹۰: آنری آلکان
- ۱۹۹۱: وویچیخ یاسنی
- ۱۹۹۲: آندره تشینه
- ۱۹۹۳: جین برکین
- ۱۹۹۴: آندژی ژووافسکی
- ۱۹۹۵: برتران تاورنیه
- ۱۹۹۶: فردی بواش
- ۱۹۹۷: آگنیشکا هولاند
- ۱۹۹۸: کلود شابرول
- ۱۹۹۹: لوچیان پینتیلیه
- ۲۰۰۰: انیس واردا
- ۲۰۰۱: پاول لونگین
- ۲۰۰۲: ناتالی بای
- ۲۰۰۳: ژن مورو[۱۱]
- ۲۰۰۴: بنوآ ژکو
- ۲۰۰۵: جکلین بیسیت و کلود میلر
- ۲۰۰۶: رادو میخائیلانو
- ۲۰۰۷: عبدالرحمن سیساکو
- ۲۰۰۸: ساندرین بونر
- ۲۰۰۹: کلر دنی و رائول سروه
- ۲۰۱۰: لوکاس بلوایوکس و ماتیاس لوتارت
- ۲۰۱۱: روبر گدیگیان و تونی مارشال
- ۲۰۱۲: کریستف اونوره و متیو دومی
- ۲۰۱۳ : نوئمی لووفسکی و فابیان گوده[۵][۱۲]
- ۲۰۱۴: کاترین کورسینی
- ۲۰۱۵: لوران کانته و ییرژی بارتا
- ۲۰۱۷: لمبرت ویلسون
- ۲۰۱۸: کاترین دنو
- ۲۰۱۹: سیدریک کان و مایکل دودوک دی ویت
- ۲۰۲۰: ژولیت بینوش و کلود باراس
- ۲۰۲۱ : پیر سالوادوری[۱۳]
- ۲۰۲۲: ملویل پوپو[۱۴]
- ۲۰۲۳
- ۲۰۲۴ :ربان کامپیلو[۱۵]